# École normale (Révolution française)
Pour les articles homonymes, voir École normale supérieure (rue d'Ulm) et École normale.
L'École normale, dite « de l'an III » désigne un ensemble de cours destinés à la formation des enseignants, institués en l'an III par la Convention dans le but de répandre l'instruction en France. Ces cours eurent lieu durant 4 mois du 1er pluviose de l'an III (20 janvier 1795) au 30 floréal de l'an III (19 mai 1795). 
L'École normale de l'an III est généralement considérée comme l’ancêtre de l’École normale supérieure (rue d'Ulm - Paris) et des autres écoles normales françaises.

## Création
L'École normale dite « de l’an III », est créée à Paris par la Convention qui décrète le 9 brumaire an III (30 octobre 1794) que :
(article 1er) « Il sera établi à Paris une École normale, où seront appelés, de toutes les parties de la République, des citoyens déjà instruits dans les sciences utiles, pour apprendre, sous les professeurs les plus habiles dans tous les genres, l’art d’enseigner. ».
C'est Joseph Lakanal qui en présente le rapport devant la Convention rapport rédigé par Dominique Joseph Garat de la Commission exécutive de l'instruction publique.  
La fondation de cette école, qui ouvre en janvier 1795, « s'inspire en grande partie de l'expérience des écoles normales germaniques, établies à l'époque de Marie-Thérèse et de Joseph II ». La Commission d'instruction publique instituée par le département de Paris fait imprimer en août 1793 un mémoire de l'un de ses membres, François-Paul Barletti de Saint-Paul, Vues relatives au but et aux moyens de l'instruction du peuple français, considérée sous le seul rapport de l'enseignement proposant « l'établissement d'un cours gratuit en faveur des personnes de l'un et l'autre sexe qui se destineraient à l'enseignement dans les écoles primaires ».

## Missions
Il s’agissait de former de manière accélérée un nombre important d'instituteurs destinés à ouvrir ensuite dans leurs départements des écoles normales d’instituteurs, ce que l'historien Dominique Julia qualifie d'« effet multiplicateur ». Son principe repose sur celui de l'École de Mars, qui en ventôse de l'an II avait réuni 1200 citoyens pour les instruire dans l'art de la fabrication des poudres et salpêtres afin qu'eux-mêmes puissent former les citoyens des départements. C'était donc une « école pédagogique, dont on s'est inspiré [ensuite] pour créer les écoles normales de Fontenay-aux-Roses et de Saint-Cloud qui [préparaient] des maîtres et des maîtresses pour les écoles normales des départements.». « Pour dispenser ce savoir, les promoteurs de l’École normale de l’an III proposaient une stratégie générale d’apprentissage, la « méthode de l’analyse », qui s’appliquerait aussi pour la future mission des enseignants ainsi formés. Les enjeux pédagogiques se traduisent par des innovations importantes comme l’insertion de débats avec les professeurs, ou la consigne de ne pas lire les cours. »

## Organisation
L'école, prévue pour près de 1500 élèves, s'installe dans un amphithéâtre du Muséum, trop petit pour accueillir toute la promotion.
À l'époque, la Convention avait fixé le rapport du nombre de normaliens à recruter annuellement à 1/20000e de la population (28 millions de Français donc 1500 élèves comme objectif de formation). Aujourd'hui, ce rapport a été divisé par 4 : sur une année, l'ensemble des normaliens des quatre Écoles normales supérieures est inférieur de moitié (environ 700 élèves-normaliens) pour une population totale doublée (environ 60 millions de Français), soit un rapport de 1/80000. Naturellement, le vieillissement de la population, agissant en contre-balancier de la réduction du nombre de normaliens, doit être considéré.

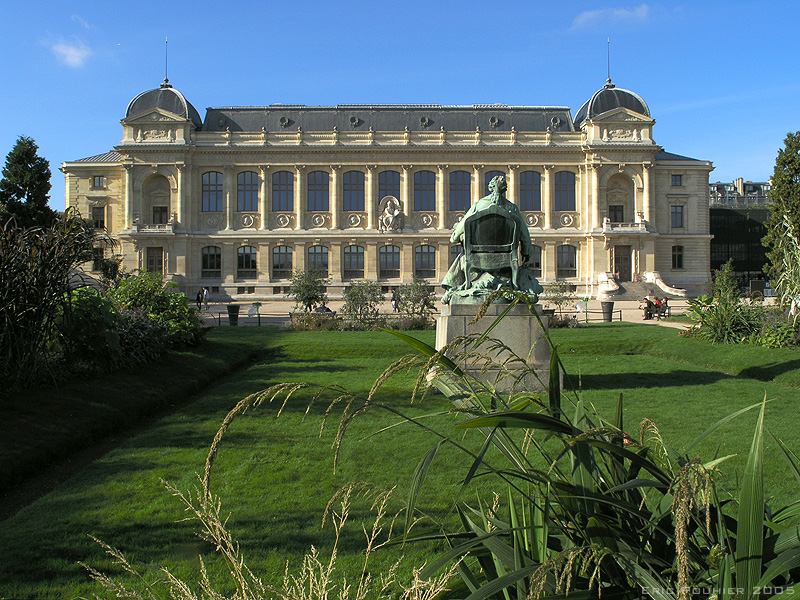
Le Muséum national d'histoire naturelle accueille les cours de l'École normale de l'an III

## Cours et enseignants
- Mathématiques :  Joseph-Louis Lagrange et Pierre-Simon Laplace ;
- Géométrie descriptive : Gaspard Monge ;
- Physique : René Just Haüy ;
- Histoire naturelle : Louis Jean-Marie Daubenton ;
- Chimie: Claude Louis Berthollet ;
- Agriculture : André Thouin ;
- Géographie : Jean-Nicolas Buache et Edme Mentelle (ce dernier adjoint à Buache par un arrêté du 24 nivôse)}
- Histoire : Volney ;
- Économie : Alexandre-Théophile Vandermonde ;
- Morale : Bernardin de Saint-Pierre ;
- Grammaire : Roch-Ambroise Cucurron Sicard ;
- Analyse de l'entendement : Dominique Joseph Garat ;
- Littérature : Jean-François de La Harpe.

Un décret du 12 pluviôse ordonna ultérieurement qu'il y aurait de plus à l'École normale un professeur d'économie politique, et le 19 la Convention nomma Vandermonde à cette chaire supplémentaire.

## Fin de l'école
Le 7 floréal, le Comité d’instruction publique invita la Convention à fixer au 30 prairial la clôture de l'École, qui aurait eu ainsi une durée de cinq mois. Mais l'assemblée décréta, sur proposition du girondin Guyomar, que l'École serait fermée le 30 floréal et non le 30 prairial comme le proposait le Comité. 
Pour Ernest Allain, « c'était un essai si mal réussi que la Convention ne pensa jamais à le réitérer ». Le physicien, astronome et mathématicien Jean-Baptiste Biot dira cependant de cette école de l'an III qu'elle fut « une vaste colonne de lumière qui, sortie tout à coup au milieu de ce pays désolé, s'éleva si haut, que son éclat immense put couvrir la France entière et éclairer l'avenir. »